# Liste der denkmalgeschützten Objekte in Rohrbach an der Gölsen
Die Liste der denkmalgeschützten Objekte in Rohrbach an der Gölsen enthält die 3 denkmalgeschützten, unbeweglichen Objekte der Gemeinde Rohrbach an der Gölsen im niederösterreichischen Bezirk Lilienfeld.

## Denkmäler
| Foto  |                 | Denkmal                                                                                                | Standort                                   | Beschreibung | Metadaten |
| ----- | --------------- | --- | ------------------------------------------ | --- | --- |
| ja    | Datei hochladen | Wasserturm und Dieselzentrale der ehem. Automatenofen-Baugesellschaft HERIS-ID: 28582 Objekt-ID: 25175 | Am Wasserturm 2 Standort KG: Bernreit      | | BDA-Hist.: Q37920827 Status: Bescheid Stand der BDA-Liste: 2025-06-30 Name: Wasserturm und Dieselzentrale der ehem. Automatenofen-Baugesellschaft GstNr.: 142/18, 147/3 Water tower in Rohrbach an der Gölsen |
| ja BW | Datei hochladen | Schloss Bergau HERIS-ID: 28353 Objekt-ID: 24918                                                        | Durlaßstraße 28 Standort KG: Oberrohrbach  | Urkundlich ist hier schon 1233 eine Hofstatt nachgewiesen. Die Grundherren wechselten im Lauf der Geschichte: 1287 kam es an die Bergauer, 1570 an Christoph Jörger von Tollet, 1621 wurde es im Zuge der Gegenreformation konfisziert und fiel 1626 an Stift Lilienfeld. Seit 1951 ist es in Privatbesitz. Der erste Neu- oder Umbau des Hauses erfolgte um 1395, ein weiterer vor 1600, 1670 wurde es renoviert und die Kapellenapsis gebaut. 1683 kam es zum Wiederaufbau nach Beschädigungen. 1959 erfolgte der Abbruch des Meierhofs. Das Schloss ist im Kern eine mittelalterliche vierflügelige Anlage, die heutige Erscheinungsform stammt überwiegend aus dem 16. Jahrhundert. Es besteht aus dreigeschoßigen Trakte unter Ziegeldächern um einen rechteckigen Hof. Die Hauptfront weist nach Süden, dort sind auch Reste der ehemaligen Mauern und Ecktürme. Das Schloss ist von einem Park umgeben. | BDA-Hist.: Q21873535 Status: Bescheid Stand der BDA-Liste: 2025-06-30 Name: Schloss Bergau GstNr.: .1 |
| ja    | Datei hochladen | Kath. Pfarrkirche hl. Bartholomäus HERIS-ID: 28361 Objekt-ID: 24928                                    | Kirchengasse 2a Standort KG: Unterrohrbach | Die Gotisch-spätgotische Saalkirche mit eingezogenem niedrigen Chor mit 5/8-Schluss hat einen vorgestellten schlanken Westturm. Sie ist Stift Göttweig inkorporiert, wurde 1455 urkundlich erwähnt, und war bis 1783 Filialkirche von Hainfeld. Nach 1683 wurden Schäden repariert, um 1900 erfolgte eine Renovierung und der Einbau der neogotische Innenausstattung, 1971/72 wurde die Kirche nach Norden erweitert. | BDA-Hist.: Q37919533 Status: § 2a Stand der BDA-Liste: 2025-06-30 Name: Kath. Pfarrkirche hl. Bartholomäus GstNr.: .7 Pfarrkirche Rohrbach an der Gölsen                                                      |